# 植村正久と其の時代
『植村正久と其の時代』（うえむらまさひさとそのじだい）は、日本のキリスト教書籍。日本基督教会の指導者植村正久牧師とその時代について書かれた書籍である。著者は植村の娘婿佐波亘。全5巻であるが、別巻が3巻あり、計8冊である。
当時の図版、文書など一次資料、二次資料を多く含む。中村敏の『日本キリスト教宣教史』、小野静雄の『日本プロテスタント教会史』などで日本キリスト教史の参考文献として利用されている。
第一巻は日本プロテスタント宣教の最初。第二巻は最初のプロテスタント教会から宣教開始50年まで。第三巻は地域展開と福音新報など。第四巻は聖書、讃美歌の翻訳、出版等。第五巻は自由主義神学の流入による日本の教界の混乱と、そこから発生した植村・海老名キリスト論論争。内村鑑三不敬事件から植村の召天まで。
別巻1冊目はキリシタン禁令。別巻2冊目は植村正久牧師夫人。別巻3冊目は編著者佐波亘の資料と伝記。